# Reizigerstrein

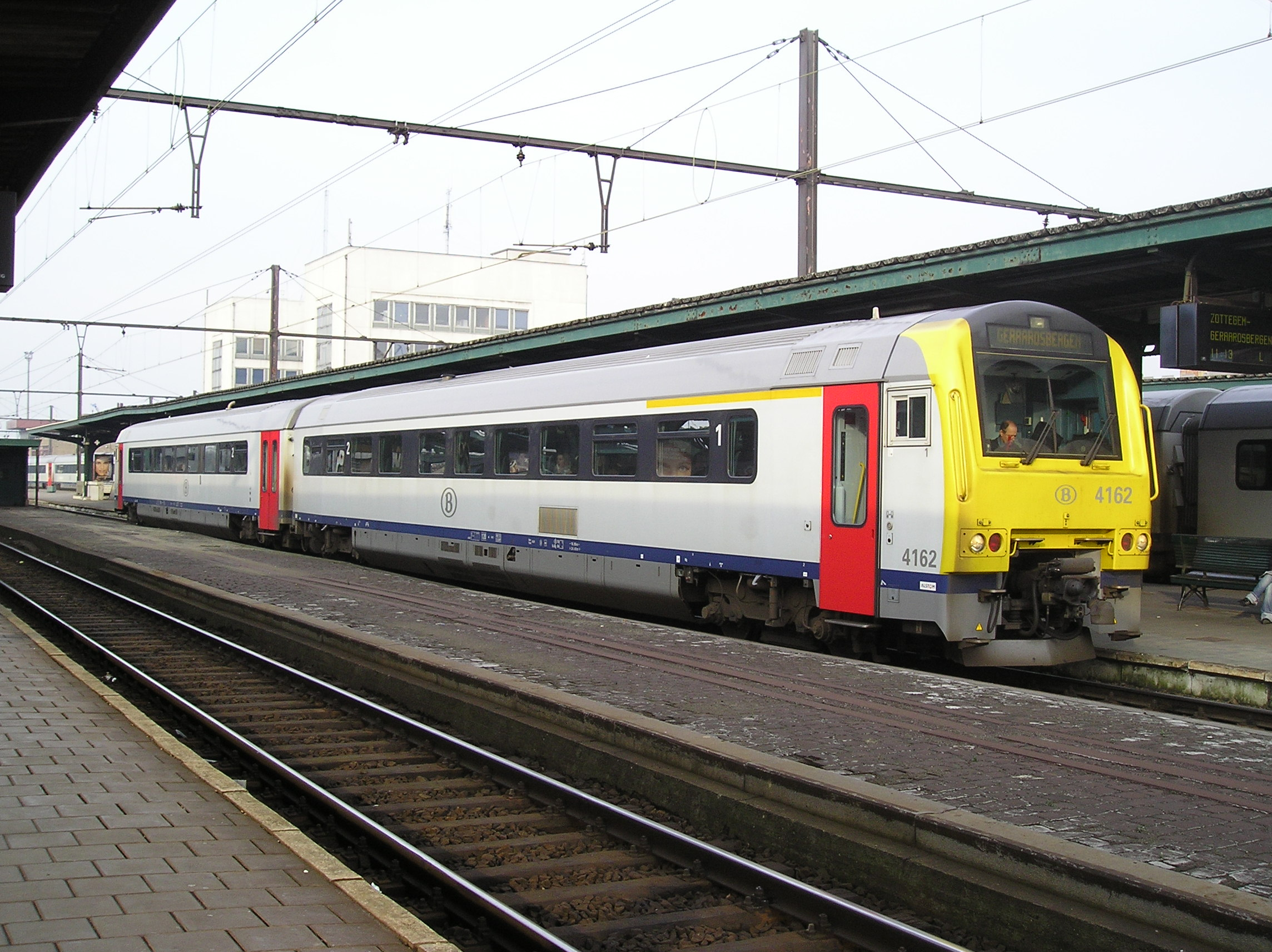
Een Belgische dieseltrein (2006)

Een reizigerstrein of passagierstrein is rollend materieel dat is ingericht als trein voor vervoer van mensen. Dit spoormaterieel rijdt een tevoren vastgesteld traject langs spoorwegstations, waar reizigers of passagiers kunnen instappen en meerijden, totdat de trein stopt bij het station waar zij moeten zijn, zodat ze daar weer kunnen uitstappen. Reizigerstreinen rijden meestal volgens een dienstregeling.

## Indeling
In onder andere Nederland zijn de passagiersgedeelten ingedeeld naar klasse, en per klasse in stiltecoupés en overige. Hoewel er in de gehele trein regels zijn, zoals het niet voor anderen hoorbaar muziek afspelen, gelden in een stiltecoupé aanvullende regels: daar wordt men geacht helemaal geen vermijdbaar geluid te maken, dus niet te praten en niet te bellen. Wél functioneert de treinom- en afroep, en kunnen bij de kaartcontrole de conducteur en de reiziger wat tegen elkaar zeggen.
Een reizigerstrein bestaat meestal uit een locomotief  met een of meerdere rijtuigen, of uit motorrijtuigstellen dan wel treinstellen. Ook kan er in een reizigerstrein een bagage-, restaurant- of keukenrijtuig opgenomen zijn.
Naarmate de gemiddelde reisafstand toeneemt, neemt meestal ook het comfort van de reizigerstrein toe. Korteafstandstreinen zoals Sprinters hebben een eenvoudiger interieur en veel deuren voor het snel verplaatsen van grote aantallen passagiers. Deze treinen accelereren doorgaans snel, om in korte tijd van het ene naar het andere station te komen. Voor grotere afstanden worden vaak langere treinen ingezet. Daarin zijn meer en ruimere zitplaatsen beschikbaar. In plaats van een hoge versnelling hebben langeafstandstreinen vaak een hogere maximumsnelheid, om op die manier de reistijd zo kort mogelijk te houden. Een goed voorbeeld is de hogesnelheidstrein.
De capaciteit van het passagiersvervoer kan worden verhoogd door treinen met een hogere frequentie te laten rijden, de treinen langer te maken of door het inzetten van dubbeldekstreinen.
In Nederland rijden onder andere reizigerstreinen van de Nederlandse Spoorwegen, Arriva, Breng, Connexxion, Keolis Nederland en Syntus; in België onder andere van de NMBS.